# Tour of Chongming Island 2018
12. edycja kobiecego, etapowego wyścigu kolarskiego Tour of Chongming Island odbyła się w dniach 26-28 kwietnia 2018 roku w Chinach na wyspie Chongming. Liczyła trzy etapy o łącznym dystansie 359,3 km.
Tour of Chongming Island był dziesiątym (pierwszym etapowym) w sezonie wyścigiem cyklu UCI Women’s World Tour, będącym serią najbardziej prestiżowych zawodów kobiecego kolarstwa.

## Etapy
| Etap | Data        | Start – Meta          | km    | Typ    | Zwycięzca etapu  | Lider            |
| ---- | ----------- | --------------------- | ----- | ------ | ---------------- | ---------------- |
| 1.   | 26 kwietnia | Chongming – Chongming | 111,5 | Płaski | Giorgia Bronzini | Giorgia Bronzini |
| 2.   | 27 kwietnia | Changxing – Chongming | 121,3 | Płaski | Charlotte Becker | Charlotte Becker |
| 3.   | 28 kwietnia | Chongming – Chongming | 126,5 | Płaski | Kirsten Wild     | Charlotte Becker |

### Etap 1 – 26.04: Chongming – Chongming – 111,5 km
| #  | Zawodnik         | Zespół                  | Czas       |
| -- | ---------------- | ----------------------- | ---------- |
| 1. | Giorgia Bronzini | Cylance Pro Cycling     | 3h 38' 56" |
| 2. | Kelly Druyts     | Doltcini–Van Eyck Sport | + 0"       |
| 3. | Silvia Persico   | Valcar–PBM              | + 0"       |

| #  | Zawodnik         | Zespół                  | Czas       |
| -- | ---------------- | ----------------------- | ---------- |
| 1. | Giorgia Bronzini | Cylance Pro Cycling     | 3h 38' 46" |
| 2. | Kelly Druyts     | Doltcini–Van Eyck Sport | + 4"       |
| 3. | Silvia Persico   | Valcar–PBM              | + 6"       |

### Etap 2 – 27.04: Changxing – Chongming – 121,3 km
| #  | Zawodnik            | Zespół                    | Czas       |
| -- | ------------------- | ------------------------- | ---------- |
| 1. | Charlotte Becker    | Hitec Products–Birk Sport | 3h 03' 22" |
| 2. | Shannon Malseed     | Tibco–Silicon Valley Bank | + 0"       |
| 3. | Anastasia Iakovenko | BTC City Lublana          | + 0"       |

| #  | Zawodnik            | Zespół                    | Czas       |
| -- | ------------------- | ------------------------- | ---------- |
| 1. | Charlotte Becker    | Hitec Products–Birk Sport | 5h 42' 05" |
| 2. | Shannon Malseed     | Tibco–Silicon Valley Bank | + 5"       |
| 3. | Anastasia Iakovenko | BTC City Lublana          | + 8"       |

### Etap 3 – 28.04: Chongming – Chongming – 126,5 km
| #  | Zawodnik         | Zespół              | Czas       |
| -- | ---------------- | ------------------- | ---------- |
| 1. | Kirsten Wild     | Wiggle High5        | 3h 03' 50" |
| 2. | Jolien D’Hoore   | Mitchelton-Scott    | + 0"       |
| 3. | Giorgia Bronzini | Cylance Pro Cycling | + 0"       |

| #  | Zawodnik            | Zespół                    | Czas       |
| -- | ------------------- | ------------------------- | ---------- |
| 1. | Charlotte Becker    | Hitec Products–Birk Sport | 8h 45' 55" |
| 2. | Shannon Malseed     | Tibco–Silicon Valley Bank | + 5"       |
| 3. | Anastasia Iakovenko | BTC City Lublana          | + 8"       |

## Liderzy klasyfikacji po etapach
| Etap                 | Zwycięzca            | Klasyfikacja generalna | Klasyfikacja górska | Klasyfikacja punktowa | Klasyfikacja młodzieżowa | Klasyfikacja drużynowa    |
| -------------------- | -------------------- | ---------------------- | ------------------- | --------------------- | ------------------------ | ------------------------- |
| 1                    | Giorgia Bronzini     | Giorgia Bronzini       | Lucy Garner         | Giorgia Bronzini      | Silvia Persico           | Cylance Pro Cycling       |
| 2                    | Charlotte Becker     | Charlotte Becker       | Lucy Garner         | Giorgia Bronzini      | Anastasia Iakovenko      | Tibco–Silicon Valley Bank |
| 3                    | Kirsten Wild         | Charlotte Becker       | Lucy Garner         | Giorgia Bronzini      | Anastasia Iakovenko      | Tibco–Silicon Valley Bank |
| Klasyfikacja końcowa | Klasyfikacja końcowa | Charlotte Becker       | Lucy Garner         | Giorgia Bronzini      | Anastasia Iakovenko      | Tibco–Silicon Valley Bank |

## Klasyfikacje końcowe

### Klasyfikacja generalna
|   | Zawodnik            | Zespół                             | Czas       |
| - | ------------------- | ---------------------------------- | ---------- |
| 1 | Charlotte Becker    | Hitec Products–Birk Sport          | 8h 45' 55" |
| 2 | Shannon Malseed     | Tibco-Silicon Valley Bank          | + 5"       |
| 3 | Anastasia Iakovenko | BTC City Ljubljana                 | + 8"       |
| 4 | Dalia Muccioli      | Valcar–PBM                         | + 13"      |
| 5 | Coralie Demay       | FDJ Nouvelle-Aquitaine Futuroscope | + 16"      |

### Klasyfikacja punktowa
| M-ce | Zawodnik         | Zespół                  | Punkty |
| ---- | ---------------- | ----------------------- | ------ |
| 1.   | Giorgia Bronzini | Cylance Pro Cycling     | 39     |
| 2.   | Jolien D’Hoore   | Mitchelton-Scott        | 26     |
| 3.   | Kelly Druyts     | Doltcini-Van Eyck Sport | 20     |

### Klasyfikacja górska
| M-ce | Zawodnik    | Zespół         | Punkty |
| ---- | ----------- | -------------- | ------ |
| 1.   | Lucy Garner | Wiggle High5   | 2      |
| 2.   | Paola Muñoz | Swapit–Agolico | 1      |

### Klasyfikacja młodzieżowa
| M-ce | Zawodnik            | Zespół             | Czas       |
| ---- | ------------------- | ------------------ | ---------- |
| 1.   | Anastasia Iakovenko | BTC City Ljubljana | 8h 46' 03" |
| 2.   | Silvia Persico      | Valcar PBM         | + 1' 13"   |
| 3.   | Hanna Tserakh       | Minsk Cycling Club | + 1' 17"   |

### Klasyfikacja drużynowa
| M-ce | Zespół                    | Czas        |
| ---- | ------------------------- | ----------- |
| 1.   | Tibco-Silicon Valley Bank | 26h 20′ 48″ |
| 2.   | Valcar PBM                | + 0"        |
| 3.   | Hitec Products-Birk Sport | + 0"        |